# Genésio Rego
Genésio Euvaldo de Moraes Rego mais conhecido por Genésio Rego (Coroatá, 9 de janeiro de 1886 — ?, 8 de dezembro de 1973) foi um médico e político brasileiro.
Filho de Ciro Plácido Moraes Rego e Ermídia Amélia Rego. Formou-se em Medicina na Faculdade de Medicina do Rio de Janeiro.

## Vida política
- Deputado 1924 a 1926.
- Senador 1935 a 1937.

## Homenagens
O Centro de Saúde Dr. Genésio Rego, localizado no bairro da Vila Palmeira, em São Luís, é um dos maiores da capital do estado do Maranhão.